# روهنيرت بارك (كاليفورنيا)
روهنيرت بارك (بالإنجليزية: Rohnert Park)‏ هي إحدى مدن مقاطعة سونوما، كاليفورنيا. تم إعطاءها لقب مدينة في 28 أغسطس، 1962.